# Polinyà
Polinyà è un comune spagnolo di 5 145 abitanti situato nella comunità autonoma della Catalogna.